# Ostravské mlýny

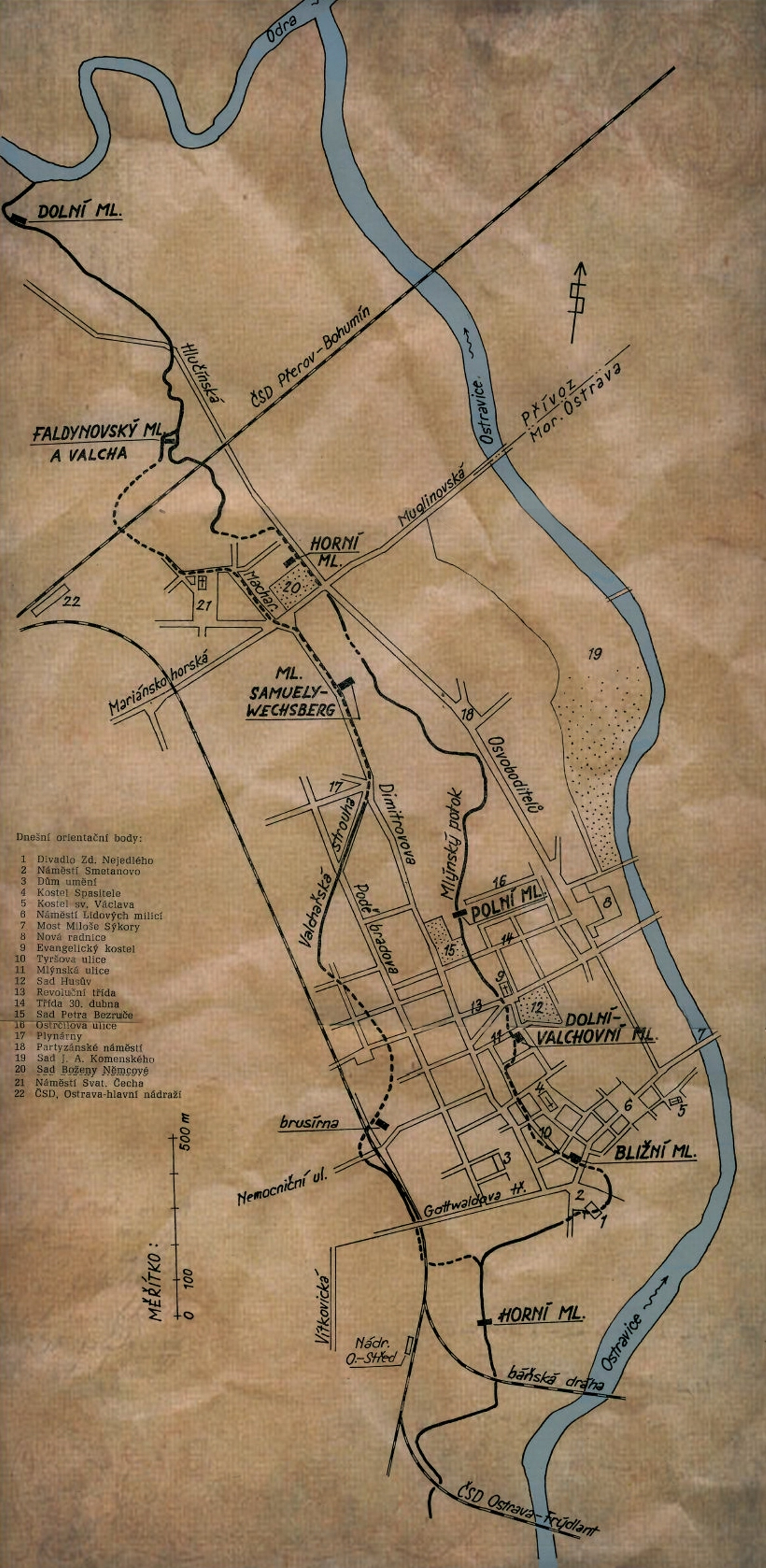
Mlýnský náhon s osmi mlýny

Ostravské mlýny využívaly mlýnského náhonu, který odbočoval z řeky Ostravice přibližně v místech dnešního nádraží Ostrava střed, celá staletí protékal Moravskou Ostravou a Přívozem a měl silný a bohatý proud. Vznik náhonu je spojen se jménem Jana Čapka ze Sán, někdejšího držitele Polské Ostravy, kterou získal od Mikuláše Sokola z Lamberka asi v roce 1433. 
Ovšem Moravská Ostrava zřejmě používala zmíněný náhon již dříve, jelikož nejstarší zpráva o moravskoostravských mlýnech je z roku 1396, kdy tady stály hned tři mlýny.[zdroj⁠?!] Je velmi pravděpodobné, že vodní mlýny vznikly v Moravské Ostravě současně se založením města ve 13. století, nejstarší doklad o nich pochází z roku 1396. Je to potvrzení držby horniho mlýna a středního (Bližního) mlýna, které oba byly majetkem ostravského rychtáře. V této době tedy existoval nepochybně už i dolní mlýn – Valchovní. Následoval pak mlýn Polní, založený za olomouckého biskupa Stanislava Pavlovského.[zdroj⁠?!] Tyto čtyři mlýny pracovaly celá staletí, když se k nim připojil ke konci 19. století modernější mlýn na výrobu krup a krupice – parní mlýn Samuely & Wechsberg.
První zprávy o přívozských mlýnech pocházejí sice až ze začátku 17. století, vše ale nasvědčuje tomu, že oba nejstarší mlýny – Horní a Dolní – stály již na sklonku 14. století, kdy byla dokončena kolonizace Přívozu. Do roku 1606 patřil Horni mlýn k přívozské rychtě. Třetí přívozský mlýn, zvaný Faldynovský podle prvního majitele, vznikl teprve v roce 1666 a byl střídavě mlýnem a soukenickou valchou, většinou obojím zároveň. 
Historii ostravských mlýnů se věnuje Muzeum Mlejn, které se nachází v bývalém krupném mlýně Samuely & Wechsberg, jediné dochované budově mlýna v Moravské Ostravě a Přívoze.